# Cypr na Mistrzostwach Świata w Lekkoatletyce 2011
Cypr na Mistrzostwach Świata w Lekkoatletyce 2011 reprezentowany było przez dwóch zawodników.

## Występy reprezentantów Cypru

### Mężczyźni

#### Konkurencje techniczne
| Konkurencja | Zawodnik         | Eliminacje | Eliminacje | Finał    | Finał   |
| Konkurencja | Zawodnik         | Rezultat   | Pozycja    | Rezultat | Pozycja |
| ----------- | ---------------- | ---------- | ---------- | -------- | ------- |
| skok wzwyż  | Kyriakos Ioannou | DNS        | DNS        |          |         |

### Kobiety

#### Konkurencje biegowe
| Konkurencja  | Zawodnik           | Runda 1  | Runda 1 | Runda 2  | Runda 2 | Półfinał | Półfinał | Finał    | Finał   |
| Konkurencja  | Zawodnik           | Rezultat | Pozycja | Rezultat | Pozycja | Rezultat | Pozycja  | Rezultat | Pozycja |
| ------------ | ------------------ | -------- | ------- | -------- | ------- | -------- | -------- | -------- | ------- |
| Bieg na 100m | Demetra Arachovití |          |         | DNS      | DNS     |          |          |          |         |